# Ceresium robustum
Ceresium robustum là một loài bọ cánh cứng trong họ Cerambycidae.